# バルカン・サリュート

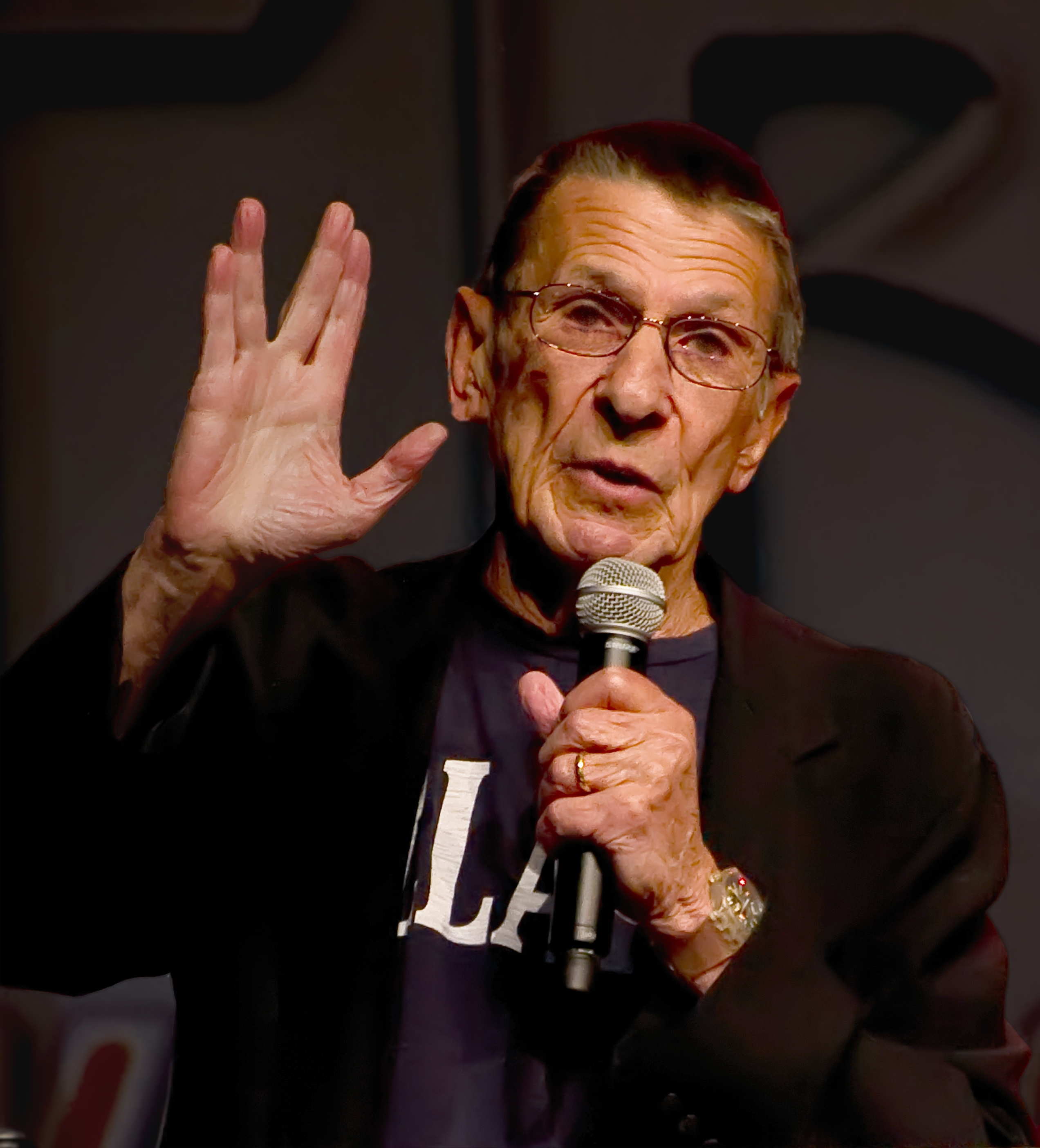
バルカン・サリュートを行うレナード・ニモイ。2011年のラスベガス・スタートレック・コンベンションにて。

バルカン・サリュート（Vulcan salute）は、1960年代に放映されたアメリカ合衆国のSFテレビドラマシリーズ『宇宙大作戦』（スタートレック）に登場したハンド・ジェスチャーである。手のひらを相手に向けて手を挙げ、親指を伸ばし、人差し指と中指、薬指と小指をつけて中指と薬指の間は離す。このジェスチャーは、作中に登場する異星人「バルカン人」が相手に対する敬意を表すために行う挨拶であり、SFファンダムやナード文化の間で人気がある。日本語ではバルカン式挨拶またはバルカン式敬礼と訳される。このジェスチャーとともに「長寿と繁栄を」(live long and prosper)というフレーズがよく使われる。

## 背景

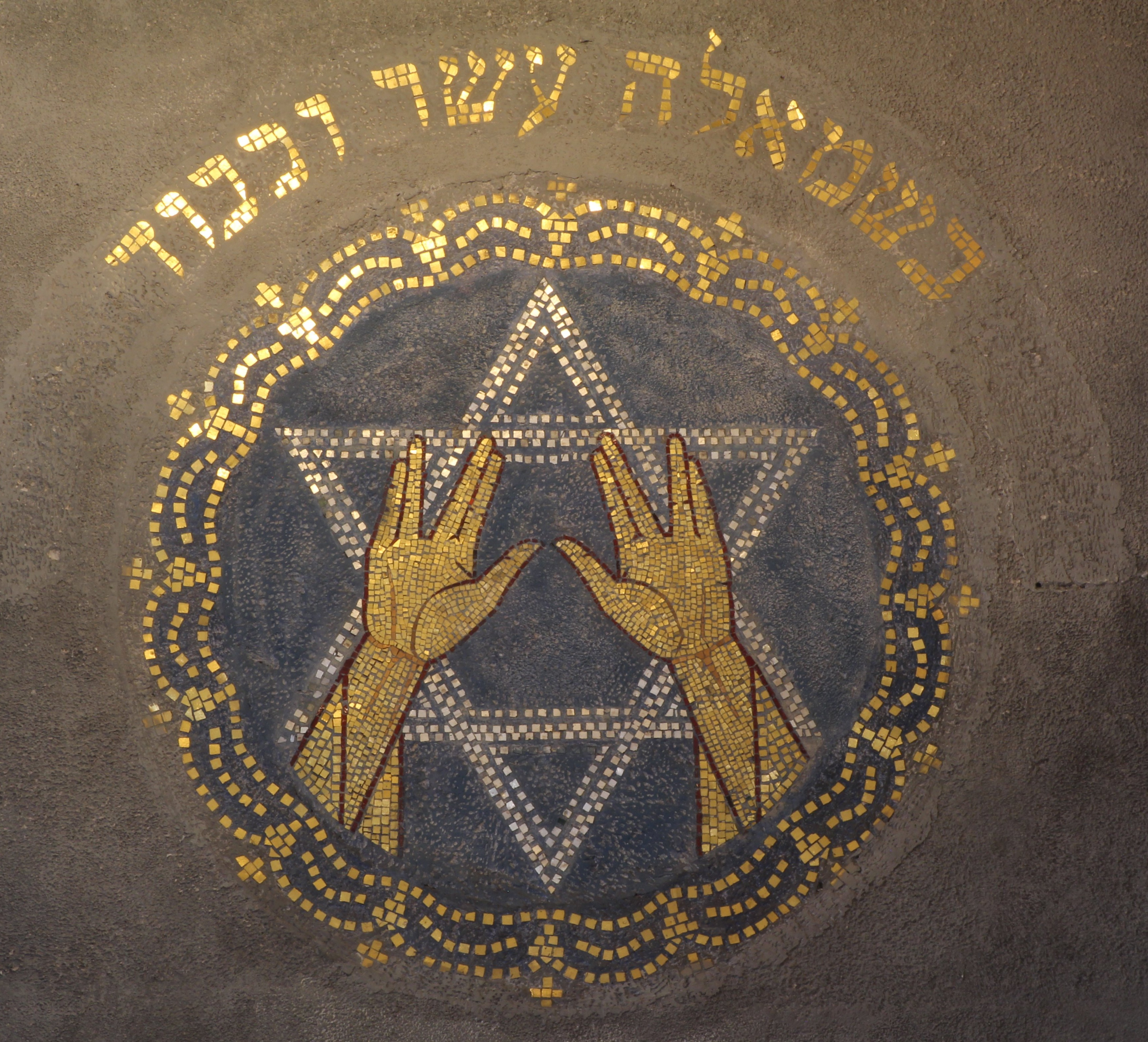
バルカン・サリュートの元となったユダヤ教の祝福のジェスチャー

この挨拶が初めて登場したのは、1967年に放送された『宇宙大作戦』第2シーズンの第1話「バルカン星人の秘密」(Amok Time)である。本作においてバルカン人のスポックを演じたレナード・ニモイによって考案された。1968年の『ニューヨーク・タイムス』紙のインタビューでニモイは、このジェスチャーは「チャーチルのVサインの2本指バージョン」だと述べ、「バルカン人は手に指向された(hand-oriented)民族であると決めた」と語った。
このジェスチャーは、地球人にとっては正しく行うのが非常に難しいことで知られている。『宇宙大作戦』の出演者たちは、この挨拶をする前に、カメラに映らない所で指の位置が正しいかどうかを確認していたと伝えられている。1996年の映画『スタートレック ファーストコンタクト』では、人類史上初めてバルカン人と対面したゼフラム・コクレーンが、この挨拶ができなかったため、その代わりにバルカン人と握手をしている。
ニモイはユダヤ人であり、1975年の自伝"I Am Not Spock"の中で、バルカン・サリュートはユダヤ教のコーヘーン（聖職者）が行う祝福のジェスチャーを元にしており、それはヘブライ文字のש（スィン）を象ったものであると述べている。この文字は全能の神「エル・シャダイ」を表し、またシェキナやシャーロームを意味する。ニモイは子供の頃に祖父に連れられて正統派のシナゴーグへ行き、祝福の儀式を見て感銘を受けたと書いている。

## 長寿と繁栄を
「長寿と繁栄を」（英語:live long and prosper）というフレーズは、「バルカン星人の秘密」で初めてバルカン・サリュートが行われたときに同時に使用された。このフレーズを考案したのは、このエピソードの脚本を担当したSF作家のシオドア・スタージョンである。バルカン語では"dif-tor heh smusma"と表記する。これに対する返答は「平和と長寿を」(peace and long life)であり、「平和と長寿を」を先に言って「長寿と繁栄を」と返す場合もある。"LLAP"と略されることがある。

### 似たフレーズ
古代エジプトの祈りの言葉であるアンク・ウェジャ・セネブのそれぞれの文字は「生命」「繁栄」「健康」を意味し、「彼が生き、繁栄し、健康でありますように」と訳される。
新国際版聖書の「申命記」5:33には、カナンに入る前のヘブライ人に対するモーセの訓戒の一部として"live and prosper"といフレーズが現れる。他の翻訳においても長寿について言及している。
ウィリアム・シェイクスピアの『ロミオとジュリエット』には、ロミオが従者のバルサザーに対して言う"Live and be prosperous: and farewell good fellow"（生きよ、栄えよ、さらば良き友よ）という台詞がある。
祝福の言葉として"live and prosper"が使われた初出は、1725年に書かれた18世紀の犯罪者ジョナサン・ワイルドの伝記（ダニエル・デフォーがH.D.の変名で書いたもの）である。
ジョージ・デュ・モーリアの1894年の小説『トリルビー』では、とある画学生についての記述の最後に"May he live long and prosper!"という文章がある。
ウィラ・キャザーの1900年のエッセイ"When I Knew Stephen Crane"によれば、この言葉はスティーヴン・クレインに帰せられるという。

## 影響
ニモイに対してバルカン・サリュートで挨拶をする者もいた。ニモイはツイートの最後によく"LLAP"をつけており、生前最後のツイートも"LLAP"で締めくくられていた。
2014年6月、バルカン・サリュートを表す絵文字U+1F596 🖖 raised hand with part between middle and ring fingersがUnicodeバージョン7に収録された。この文字に関する共通ロケールデータリポジトリ(CLDR)の注釈には、アメリカ英語での短縮名"vulcan salute"と、キーワード"finger"、"hand"、"spock"、"vulcan"（いずれも全て小文字）が記載されている。
野球の球種のチェンジアップのうち、バルカン・サリュートに似たボールの握り方をするものをバルカンチェンジ（英: Vulcan change、Vulcan changeup）という。
2015年2月27日にニモイが亡くなったとき、アメリカ合衆国大統領バラク・オバマは、ニモイの死に関する声明の中でバルカン・サリュートに触れ、「これは『長寿と繁栄を』という普遍的なサインだ」と述べた。その翌日、国際宇宙ステーション(ISS)に搭乗中のNASAの宇宙飛行士テリー・W・バーツは、ニモイの生まれ故郷であるボストンの上空を通過するときに地球に向かってバルカン・サリュートを行った様子の写真をTwitterに投稿した。

## ギャラリー

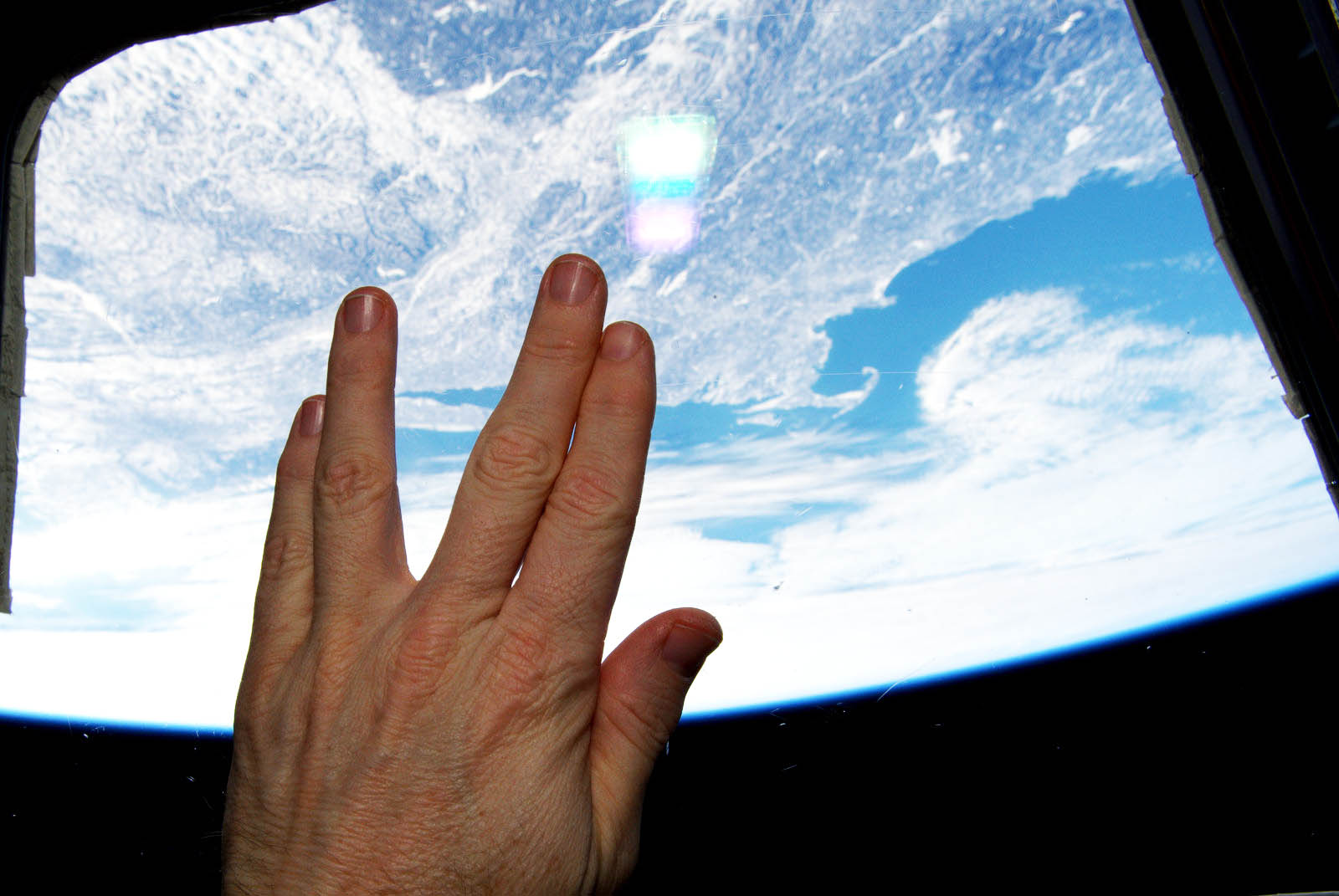
ニモイが死去した2015年2月27日、国際宇宙ステーション(ISS)に搭乗中のNASAの宇宙飛行士テリー・W・バーツ（英語版）がバルカン・サリュートを行った様子。背景はニモイの故郷であるボストン。
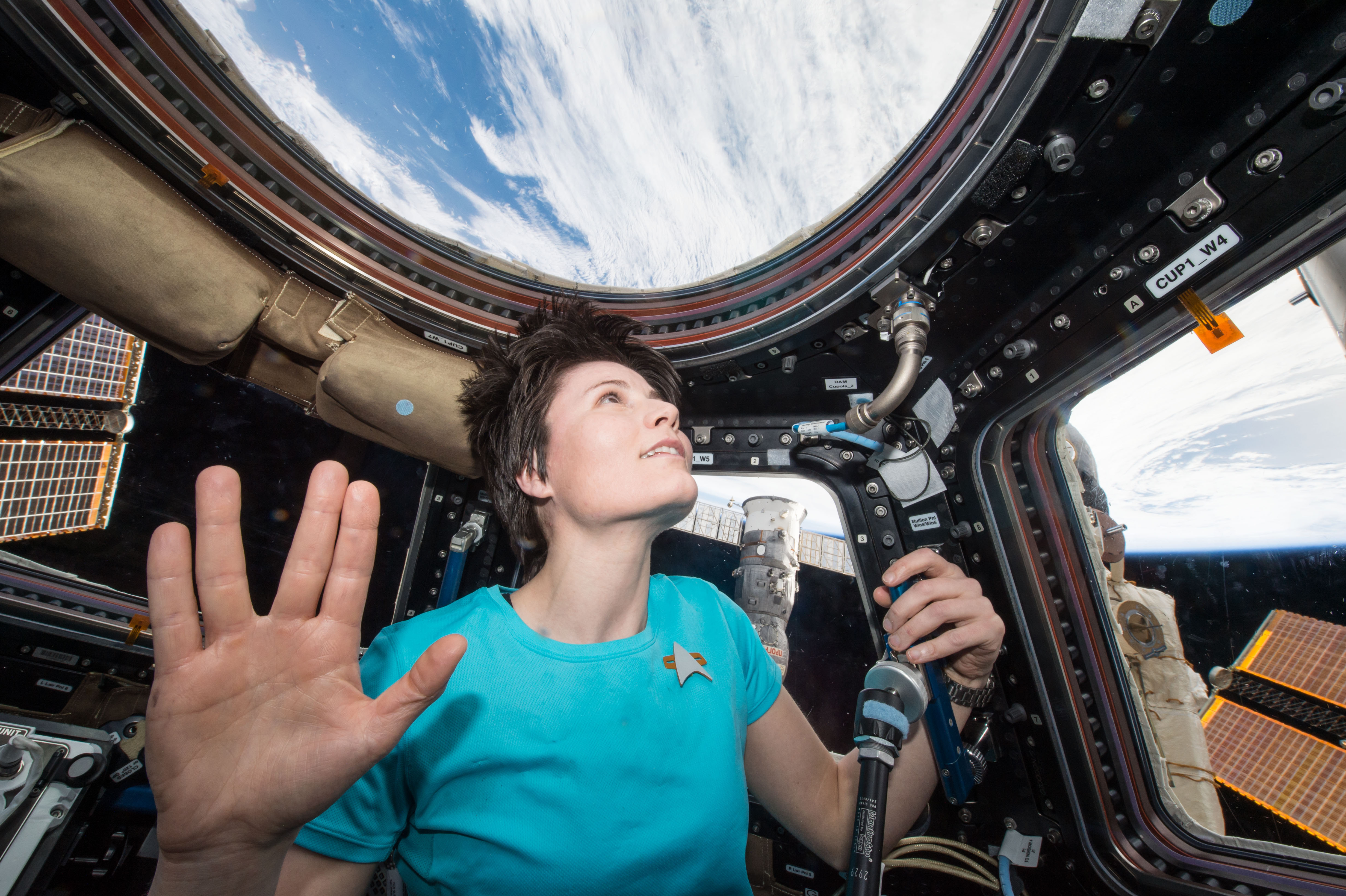
2015年2月28日、欧州宇宙機関の宇宙飛行士サマンサ・クリストフォレッティは、ニモイに捧げてバルカン・サリュートを行った。着用するTシャツには、スタートレックに登場する宇宙艦隊の記章がつけられている。
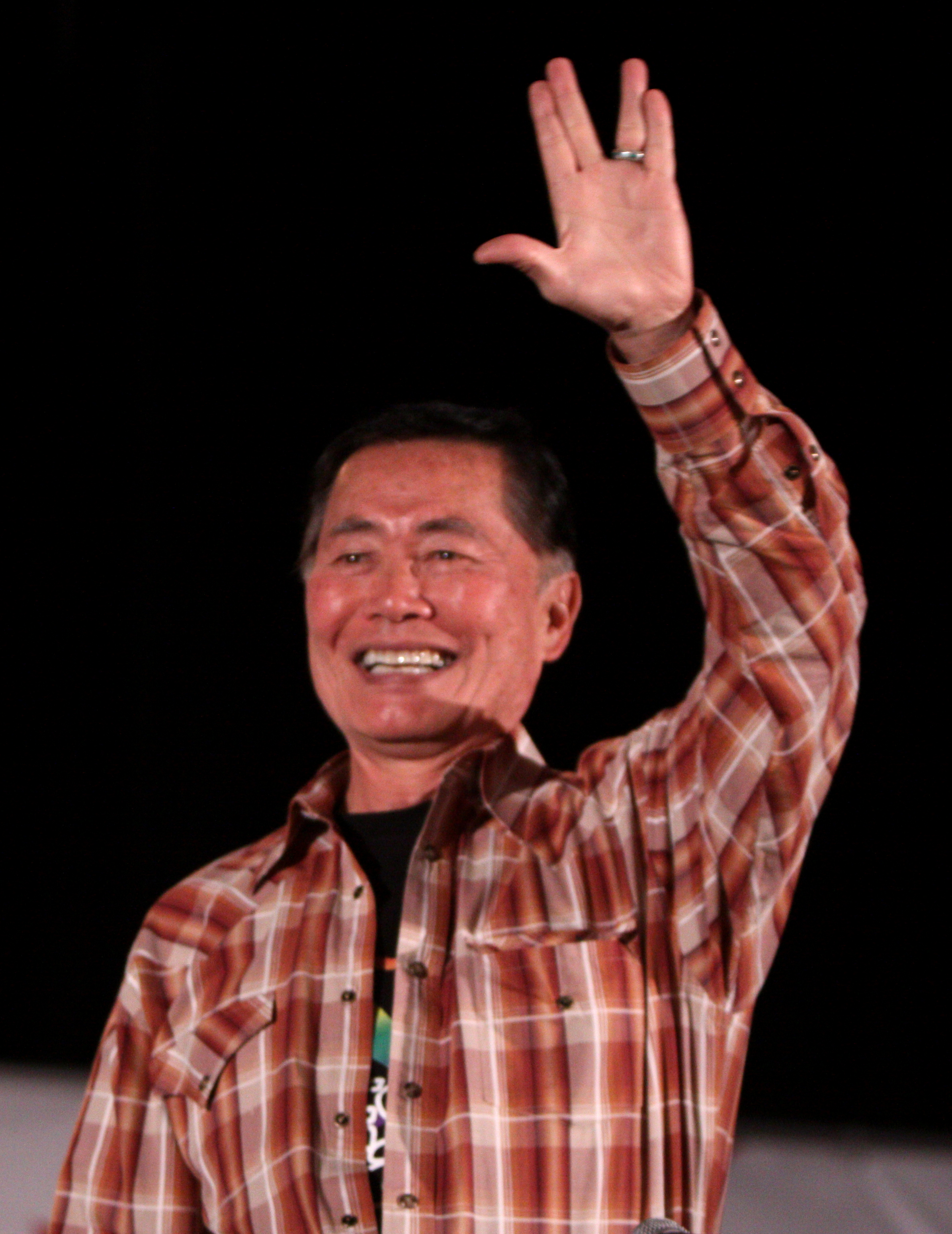
『宇宙大作戦』でヒカル・スールーを演じたジョージ・タケイが行うバルカン・サリュート（2011年）
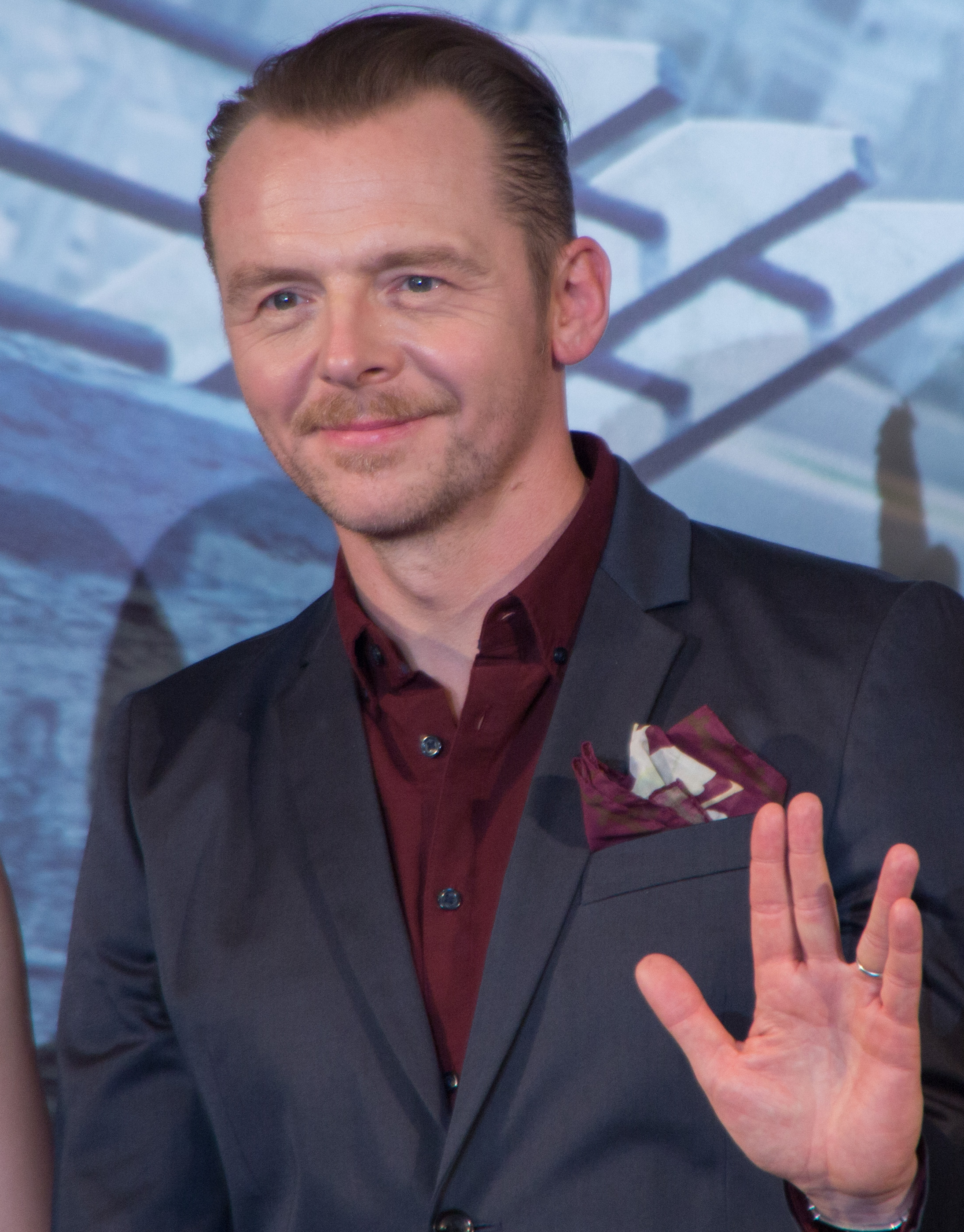
2009年の映画『スター・トレック』に出演したサイモン・ペッグが行うバルカン・サリュート（2016年）
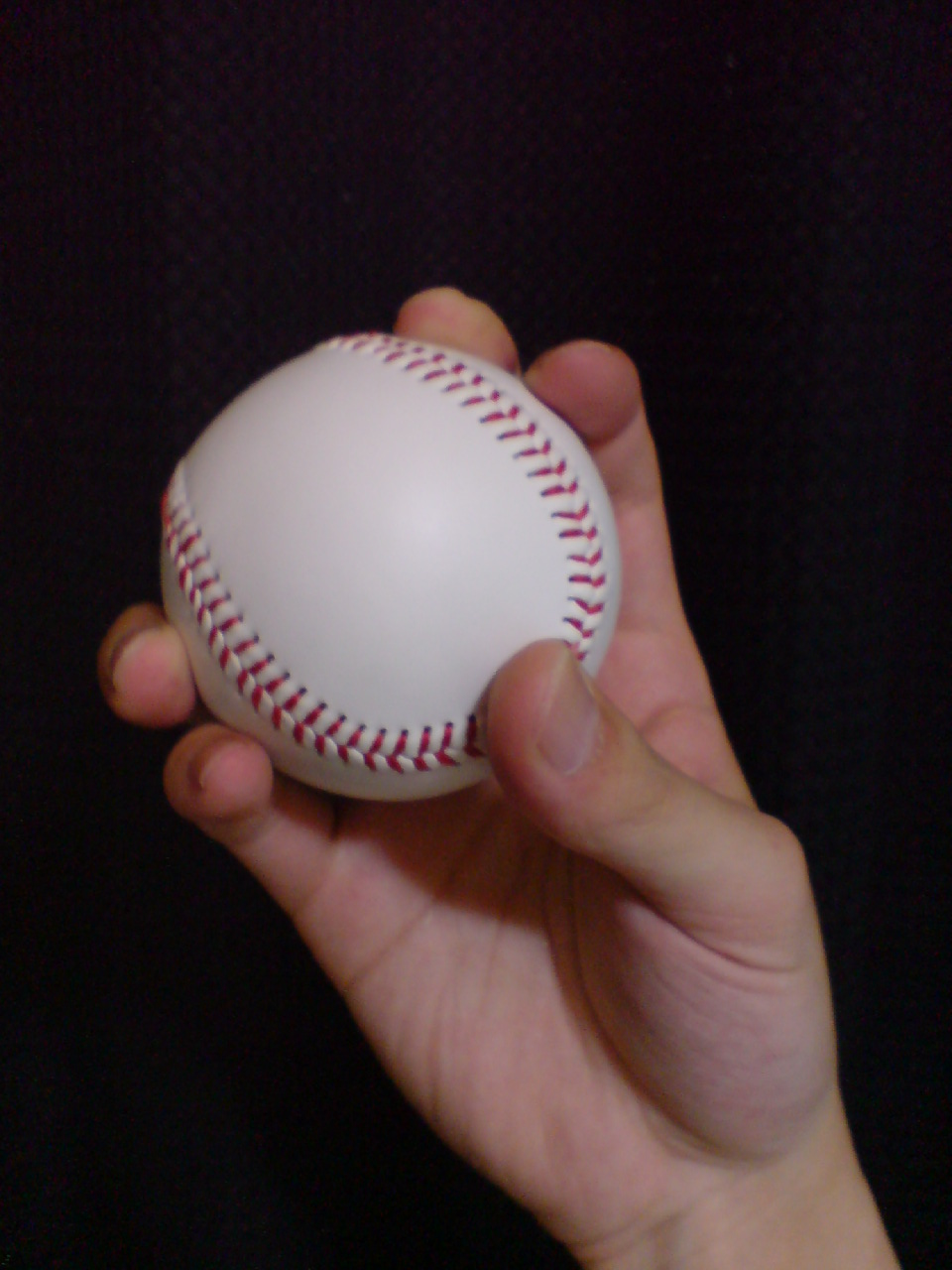
バルカンチェンジの握りの例